# Ramburelles
Ramburelles – miejscowość i gmina we Francji, w regionie Hauts-de-France, w departamencie Somma.
Według danych na rok 2011 gminę zamieszkiwało 255 osób, a gęstość zaludnienia wynosiła 56 osób/km² (wśród 2293 gmin Pikardii Ramburelles plasuje się na 768. miejscu pod względem liczby ludności, natomiast pod względem powierzchni na miejscu 912.).